# Hakkapeliitta

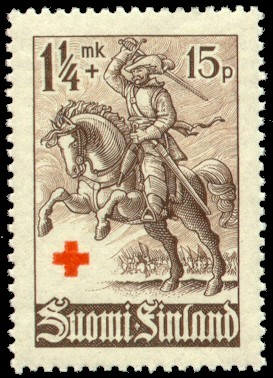
Finnische Briefmarke von 1940

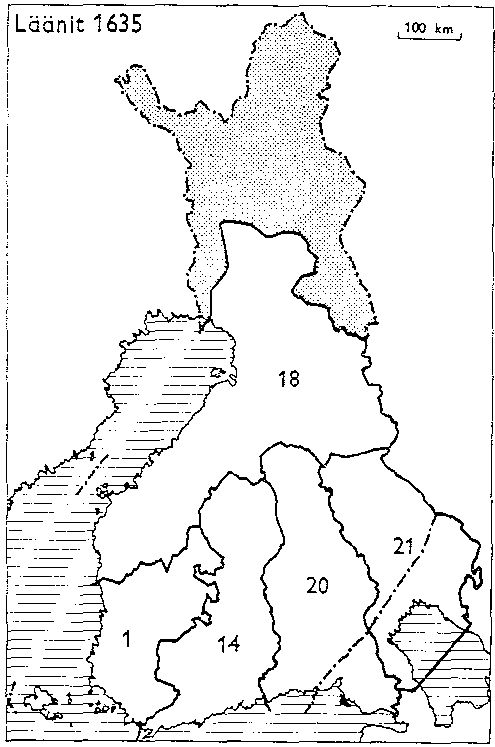
Die Provinzen Schwedisch-Finnlands, 1634: 1: Turku und Pori, 14: Nyland und Tavastehus, 18: Österbotten, 20: Viborg und Nyslott, 21: Kexholm

Hakkapeliitta (auch Hakkapeliten, Hagapells, Hakkapeller, finn. hakkapeliitat, schwed. hakkapeliter, von finn.: hakkaa päälle „hau drauf!“) war die volkstümliche Bezeichnung der im Dienste Schwedens stehenden finnischen leichten Reiterei. Sie kamen während des Dreißigjährigen Krieges auf, bekanntester Kommandeur war seit 1629 Torsten Stålhandske. Als Teil der schwedischen Armee nahmen die Hakkapeliten an allen schwedischen Kriegen des 17. und frühen 18. Jahrhunderts teil. Bald nach dem für Schweden ungünstigen Frieden von Nystad (1721) wurden die Hakkapeliten-Regimenter aufgelöst und in Dragonereinheiten umgewandelt
In den Jahren 1618 und 1632 wurde in drei Provinzen (Läns) Schwedisch-Finnlands je ein Kavallerieregiment aufgestellt:
- das Nylands och Tavastehus läns kavalleriregemente (Kavallerieregiment der Provinz Nyland und Tavastehus), 1618,
- das Åbo (Turku) och Björneborgs (Pori) läns kavalleriregemente, 1632, sowie
- das Viborgs och Nyslotts läns kavalleriregemente, 1632.

Gustav II. Adolf versuchte die Hakkapeliten als Gegenstück der habsburgisch-kroatischen Reiterei zu gestalten. Zunächst verfügte die Truppe jedoch nur über eine geringe Kampfmoral. Mit Kleidung, Pferden und Waffen anfangs schlecht versorgt, verfügten nicht wenige Finnen als Bewaffnung nur über einen Bogen. Zudem betrug ihr Sold nur die Hälfte dessen, was nationalschwedische Regimenter erhielten. Von ihrem Ansehen her standen die als wild und ungehobelt geltenden Finnen auf der untersten Stufe der sozialen Leiter des schwedischen Heeres. Entsprechend lag die Desertionsquote zeitweise bei 10 bis 20 Prozent, gegenüber 5 bis 10 Prozent bei den Nationalschweden.
Die Situation besserte sich jedoch: Mit einem robusten Pferd (vermutlich dem Vorläufer des Finnpferds) beritten gemacht, war der Hakkapelit bald mit ledernem Koller oder eisernem Brust- und Rückenharnisch ausgerüstet sowie mit Reitschwert und zwei Pistolen bewaffnet. Dergestalt setzte man ihn als Streifzügler, Aufklärer, aber auch als Schlachtenkavallerie ein.

## Sonstiges
- Im Jahr 1891 hielt der traditionelle Marsch der Hakkapeliten als Marsch der Finnländischen Reiterei oder Schwedischer Reitermarsch offiziell Einzug in die preußische Armee.
- Hakkapeliitta hieß im Zweiten Weltkrieg die Illustrierte des finnischen Schutzkorps.[2]
- Seit 1936 nennt der finnische Reifenhersteller Nokian Tyres (Nokian Renkaat) seine Winterreifen „Hakkapeliitta“.
- 1975 setzte der Künstler Pentti Papinaho (1926–1992) der finnischen Kavallerie mit dem Reiterstandbild Hakkapeliittain kotiinpaluu (Heimkehr der Hakkapeliten) in Lahti ein Denkmal.